# Julie Fuchs
Pour les articles homonymes, voir Fuchs.
Julie Fuchs, née le 24 juillet 1984 à Meaux, est une soprano française connue pour son interprétation du répertoire de soprano lyrique-léger.

## Biographie

### Jeunesse et études
Née à Meaux d'un père directeur commercial et d'une mère professeur de natation, Julie Fuchs grandit à Avignon. Dès l'âge de 7 ans, elle suit des cours de violon ainsi qu’une formation musicale complète au conservatoire d'Avignon. Après diverses pratiques vocales (chansons, jazz…), elle est sélectionnée pour faire partie du chœur européen « Voices of Europe » au sein duquel elle traverse l’Europe, chante aux côtés de Björk ou encore crée « Which was the son of » d’Arvo Pärt. Cette expérience marque un tournant dans sa jeune vie musicale et lui donne le désir d’explorer sa voix. À 18 ans, elle poursuit donc son parcours artistique en se consacrant principalement au chant lyrique et suit en parallèle des cours de théâtre.
En 2006, elle entre au Conservatoire national supérieur de musique de Paris. Elle y fait ses premières prises de rôles avec Elle dans l’Amour Masqué de Messager et Susanna dans Le Nozze di Figaro de Mozart. C’est au CNSMDP qu’elle rencontre certains artistes avec qui elle collabore encore aujourd’hui comme Le Balcon ou le pianiste Alphonse Cemin avec lequel elle se produit régulièrement dans le répertoire du lied et de la mélodie.  En 2010, elle y obtient à l’unanimité le premier prix de chant, avec les félicitations du jury.

### Carrière
Dès la fin de ses études, Julie Fuchs se produit dans de nombreuses productions et fait notamment ses débuts au Festival d’Aix-en-Provence dans le rôle de Galatea (Haendel).
En 2013, elle intègre pour deux ans la troupe de l'opéra de Zurich. Elle y interprète Marzelline (Fidelio), Morgana (Alcina), Susanna (Le Nozze di Figaro), Angelica (Orlando), Comtesse Folleville (Il viaggio a Reims).
En 2014, Julie Fuchs signe un contrat exclusif avec la prestigieuse maison de disques Deutsche Grammophon. Son premier disque, « Yes! », un hommage au répertoire français des années folles, est publié en 2015.
Cette même année, elle fait ses débuts à l’Opéra de Paris dans le rôle de la Folie dans Platée de Rameau, dans le répertoire rossinien avec le rôle de la Comtesse Folleville à l'Opéra de Zurich, et se produit notamment sous la Tour Eiffel pour le « Concert de Paris » donné le 14 juillet 2015.
Elle débute également au Festival de Salzbourg dans son répertoire de prédilection en chantant la Messe en Ut de Mozart (soprano 1).
En 2016, elle chante Musetta (La Bohème) au Bayerische Staatsoper de Munich, et se produit en concert aux BBC Proms avec le BBC Symphony Orchestra, ainsi qu’aux Chorégies d’Orange.
La même année elle fait ses débuts au Staatsoper de Vienne où elle triomphe dans le rôle-titre de La Fille du régiment (Donizetti).
En 2017, Julie Fuchs crée le rôle d’Esther pour la création de Trompe-la-mort de Luca Francesconi à l’Opéra de Paris. Elle est également Leila dans Les Pêcheurs de perles de Bizet à l’Auditorium du Nouveau Siècle de Lille et au Théâtre des Champs-Élysées ainsi que Zerlina dans Don Giovanni au Festival d’Aix-en-Provence.
Elle est à nouveau invitée à l’Opéra de Paris dans le rôle de Nanetta (Falstaff) et fait ses débuts au Teatro Real de Madrid dans le redoutable rôle de Giunia dans Lucio Silla de Mozart.  
En 2018 elle est la Comtesse Adèle (Le Comte Ory, Rossini, nouvelle production de Denis Podalydès, Opéra-Comique) ou encore Poppea (L’Incoronazione di Poppea, Monteverdi, nouvelle production de Calixto Bieito, Opéra de Zurich).
Également en 2018, elle est au centre d’une tempête médiatique liée à son éviction pour cause de grossesse du rôle de Pamina dans l'opéra de Mozart La Flûte enchantée, à l’Opéra de Hambourg. Son témoignage public permet de mettre en lumière les progrès à faire concernant les droits des femmes.
En 2020, elle a fait ses débuts Norina dans Don Pasquale à l'Opernhaus Zürich, et elle rejoint le jury de l'émission Prodiges, diffusée sur France 2, aux côtés de la danseuse étoile Marie-Claude Pietragalla et du violoncelliste Gautier Capuçon.
En 2021, elle a fait ses débuts comme Pamina dans La Flûte enchantée à L'Opéra national de Paris, et ses débuts à l'Opéra San Carlo comme Fiorilla dans Le Turc en Italie.
La saison 2021/22 de Julie Fuchs a commencé par son retour à l’Opernhaus Zürich dans le rôle-titre de L’incoronazione di Poppea. Elle a ensuite fait ses débuts dans le rôle de Mélisande dans Pelléas et Mélisande au Gran Teatre del Liceu, et a repris le rôle de Susanna dans Le nozze di Figaro au Teatro Real Madrid. À l'été 2022, elle a interprété La Folie (Platée) à l’Opéra national de Paris. Pour conclure sa saison, elle reprend le rôle d’Adèle dans Le Comte Ory pour ses débuts au Festival Rossini.
Julie Fuchs commence sa saison 2022/23 en retrouvant l’Opéra national de Paris pour ses débuts dans le rôle de Giulietta dans I Capuleti e i Montecchi de Bellini. Pour commencer la nouvelle année, Julie a fait ses débuts dans le rôle de Cléopâtre dans une nouvelle production de Giulio Cesare de Haendel par Calixto Bieito au Dutch National Opera, marquant également ses débuts dans cette maison. L'été la voit faire son retour dans le rôle-titre de L'incoronazione di Poppea et au Gran Teatre del Liceu, en conclusion de sa saison scénique. 
Sa saison 2023/2024 débute par son retour sur la scène du Palais Garnier dans le rôle de Norina dans Don Pasquale de Donizetti.  La fin de l'année 2023 la voit faire ses débuts en Gilda dans Rigoletto de Giuseppe Verdi au Teatro Real de Madrid. Elle part en tournée avec son complice, le pianiste Alphonse Cemin, au printemps 2024, au Liban, puis à travers l'Europe, à Paris, Avignon, Lille, Strasbourg, Barcelone, Athènes et Londres, où elle fait ses débuts au Wigmore Hall. Sa saison se conclut avec ses débuts au San Francisco Opera dans le rôle de Partenope de l'opéra de Haendel du même nom. 
La saison 2024/2025 débute à l'Opéra national de Paris dans La Fille du régiment de Donizetti. Elle participe au concert de réouverture de la cathédrale Notre-Dame de Paris le 7 décembre, aux côtés de Gustavo Dudamel et de l'Orchestre philharmonique de Radio France. Elle retrouve ensuite le rôle de Juliette dans Roméo et Juliette de Gounod à l'Opernhaus Zürich, où elle se produit également en récital avec Alphonse Cemin. 
En 2022, Sony Classical annonçait avoir signé avec elle un contrat multi-disques. Son premier album pour le label, Amadè, est entièrement consacré à Mozart ; sa sortie est planifiée pour le 18 novembre 2022.

## Prix
- Deuxième prix, Operalia (2013)[17]
- « Artiste lyrique de l'année », Victoires de la musique classique (2014)
- Révélation classique de l'Adami (2009)
- Lauréate du Prix Palazzetto Bru Zane au Concours Paris Opera Competition (2010)
- Prix Gabriel Dussurget au Festival d'Aix-en-Provence (2011)
- « Révélation lyrique » aux Victoires de la musique classique (2012)
- « Révélation musicale », le Syndicat professionnel de la critique de théâtre, musique et danse (2012/2013)[18]
- « Artiste lyrique de l'année » aux Victoire de la musique classique (2021)[19]

## Décoration
- Chevalière de l'ordre des Arts et des Lettres (2021)[20]

## Discographie sélective
Julie Fuchs a signé un contrat avec Universal / Deutsche Grammophon : son premier récital avec orchestre sort en septembre 2015.
- Mélodies de Jeunesse, comprenant des œuvres de Gustav Mahler et de Claude Debussy avec le pianiste Alphonse Cemin, enregistrée pour Aparté / Harmonia Mundi
- Mélodies pour Piano et Voix de Francis Poulenc pour ATMA Classique
- Ciboulette de Reynaldo Hahn, opérette, DVD Framusica, 2014
- Yes!, 2015, répertoire français des années 1930, Deutsche Grammophon
- Elles et Barbara, 2017, femmes qui chantent et offrent une relecture inédite des classiques de celle qui se définissait comme la femme qui chante[22]
- Les Pêcheurs de perles de Georges Bizet, rôle de Leila. 2018, enregistrement live, Pentatone Music[23]. Diapason d'or, Choc de Classica
- Mademoiselle, Deutsche Grammophon, 2019
- Mozart, Mitridate, re di Ponto, avec Michael Spyres, Cyrille Dubois, Sabine Devieilhe, Paul-Antoine Benos-Djian, Elsa Dreisig, Adriana Bignani Lesca, Les Musiciens du Louvre, dir. Marc Minkowski, - Erato, 2021
- Amadè, Sony Classical , 2022[16]
- Platée, 2024, DVD, Bel Air Classiques[24]

Julie Fuchs est marraine de Tous à l'Opéra aux côtés de Ruggero Raimondi en 2012. Fin 2017, elle est remarquée par le grand public en chantant l'Ave Maria de Franz Schubert, lors des obsèques nationales de Johnny Hallyday, en l'église de la Madeleine à Paris. Elle est accompagnée à cette occasion par le violoncelliste Gautier Capuçon.
Julie Fuchs est particulièrement active sur les réseaux sociaux sous le nom de @juliefuchssoprano.